# Aelius Herodianus
För historikern Herodianus, se Herodianus.
Aelius Herodianus var en grekisk grammatiker från Alexandria som levde i Rom i slutet av 100-talet och i början av 200-talet. Han var son och lärjunge till grammatikern Apollonios Dyskolos. 
Han författade många skrifter om grekisk grammatik. Hans viktigaste arbete var "Allmän prosodi", 21 böcker som behandlar huvudsakligen prosodi. Dessa finns bevarade i senare bearbetningar. Verket är dedicerat till Marcus Aurelius. 
Förutom sina böcker om accentlära skriver Herodianus om ortografi och morfologi, speciellt om defektiva verb och andra ord med oregelbunden böjning. Han skrev också ett retoriskt lexikon kallat Philhetaerus.
Herodanius har betytt mycket för förståelsen om den klassiska grekiskan genom att han systematiserade och samlade forskning kring hellenistisk grammatik.
Herodianos beskrev de herodianska talen, som fick detta namn efter honom.